# Station Castelldefels
Castelldefels is een station van de Cercanías Barcelona. Het is gelegen in de gemeente Castelldefels. Men kan gebruikmaken van de parkeerplaats.
Het stations is tevens het eindpunt van lijn 2.

## Lijnen
| Eindbestemming         | Vorig station           | Lijn | Volgend station | Eindbestemming    |
| ---------------------- | ----------------------- | ---- | --------------- | ----------------- |
| eindpunt               | eindpunt                |      | Gavà            | Maçanet-Massanes  |
| Sant Vicenç de Calders | Platja de Castelldefels |      | Gavà            | Granollers Centre |